# سید عباس میرشفیعی
سید عباس میرشفیعی (زاده ۱۳۳۰، تهران) یک محقق ایرانی در حوزه علوم پزشکی (ایمنی‌شناسی)، کاشف دارو و همچنین استاد ایمنی‌شناسی دانشکده بهداشت دانشگاه علوم پزشکی تهران می‌باشد. وی در چندین دانشگاه و مرکز آموزشی به تحصیل پرداخته‌است؛ شامل دانشگاه علوم پزشکی تهران، دانشگاه تربیت مدرس و دانشگاه تهران، به علاوه دانشگاه توکیو ژاپن و انستیتو کارولینسکا استکهلم سوئد. میرشفیعی جوایز ملی و بین‌المللی متعددی را از چندین دانشگاه و مرکز علمی دریافت کرده‌است که عمده این جوایز بر اساس فعالیت‌های این محقق در زمینه کشف و معرفی داروهای ضد التهابی جدید می‌باشند.

## بیوگرافی و تحصیلات
میرشفیعی در ۲۶ بهمن سال ۱۳۳۰ در یک خانواده تحصیل کرده در تهران متولد شد. او در سال ۱۳۵۴ وارد دانشکده علوم دانشگاه تهران شده و در سال ۱۳۵۸ مدرک کارشناسی بیولوژی را از این دانشگاه دریافت کرد. سپس در سال ۱۳۶۱ مدرک کارشناسی ارشد قارچ‌شناسی پزشکی را از دانشگاه تربیت مدرس و در سال ۱۳۷۰ نیز مدرک دکترای تخصصی (PhD) ایمنی‌شناسی پزشکی را از دانشگاه علوم پزشکی تهران اخذ نمود. این محقق تحصیلات تکمیلی خود را با گذراندن دوره Post-Doc در انستیتو کارولینسکا استکهلم سوئد و دوره‌های علمی بیشتر در دانشگاه توکیو ژاپن و دانشگاه لوند سوئد ادامه داد.

## کشف و ثبت داروها
میرشفیعی در سال ۲۰۰۰ میلادی (۱۳۷۹) برای نخستین بار اثرات ضد التهابی داروی مانورونیک اسید با نام تجاری (M2000) را کشف کرد و این داروی جدید در سال ۲۰۱۰ میلادی (۱۳۸۹) توسط دانشگاه موینستر آلمان به ثبت رسیده و مجدداً در سال ۲۰۱۶ میلادی (۱۳۹۵) بر اساس سایر ویژگی‌های منحصر به فرد خود ثبت شد. در بین سال‌های ۲۰۰۷–۲۰۰۴ میلادی (۱۳۸۳ تا ۱۳۸۶)، از مدل‌های تجربی / آزمایشگاهی بیماری‌های مختلفی شامل آرتریت روماتوئید، مالتیپل اسکلروزیس، گلومرولواسکلروزیس و گلومرولونفرایتیس به منظور اثبات اثرات درمانی داروی مانورونیک اسید، استفاده گردید و در سال ۲۰۱۷ میلادی (۱۳۹۶) M2000 به عنوان یک عضو جدید از خانواده داروهای ضدالتهابی غیر استروئیدی (NSAIDs) معرفی شد. مطالعات کارآزمایی بالینی این دارو در سال ۲۰۱۳ میلادی (۱۳۹۲) با انجام کارآزمایی‌های بالینی فاز ۱ و ۲ بر روی بیماران مبتلا به آرتریت روماتوئید و اسپوندیلیت آنکیلوزان به صورت مجزا آغاز شد. کارآزمایی بالینی فاز ۳ داروی مانورونیک اسید بر روی بیماران مبتلا به آرتریت روماتوئید نیز در سال ۲۰۱۹ میلادی (۱۳۹۷) به پایان رسید.
نوآوری دوم میرشفیعی کشف داروی گلورونیک اسید با نام تجاری (G2013) در سال ۲۰۱۳ میلادی (۱۳۹۲) می‌باشد. این داروی جدید در سال ۲۰۱۷ میلادی (۱۳۹۶) در مونیخ آلمان به ثبت رسیده و در سال ۲۰۱۸ میلادی (۱۳۹۷) نیز به عنوان یک عضو جدید از خانواده داروهای ضدالتهابی غیر استروئیدی (NSAIDs) معرفی شد. در سال ۲۰۱۵ میلادی (۱۳۹۴)، از مدل تجربی / آزمایشگاهی بیماری مالتیپل اسکلروزیس به منظور اثبات اثرات سرکوب کننده سیستم ایمنی و درمانی این دارو استفاده شد. در سال ۲۰۱۹ میلادی (۱۳۹۷) نیز اثرات درمانی G2013 در کارآزمایی‌های بالینی فاز ۱ و ۲ بر روی بیماران مبتلا به آرتریت روماتوئید به اثبات رسید.

## حوزه فعالیت و مقالات منتشر شده
حوزه اصلی فعالیت میرشفیعی پژوهش در زمینه مباحث مربوط به ایمونوفارماکولوژی و طراحی داروها با بیش از ۱۸۹ مقاله منتشر شده در مجلات پزشکی بین‌المللی می‌باشد (سایت علمی Scopus)، که از میان آن‌ها ۱۷۴ مقاله در سایت علمی پاب مد با استفاده از نام منحصر به فرد این محقق (Mirshafiey) قابل رویت و استناد می‌باشند.

## مسئولیت‌ها
میرشفیعی از سال ۲۰۱۶–۲۰۰۶ میلادی (۱۳۸۵ تا ۱۳۹۵) به مدت ۱۰ سال متوالی مدیریت گروه پاتوبیولوژی و سرپرستی بخش ایمنی‌شناسی دانشکده بهداشت دانشگاه علوم پزشکی تهران را به عهده داشت. در حال حاضر، وی به عنوان استاد راهنما و مدیر مگا-پروژه‌های دارویی بین‌المللی، در حال مدیریت هفت پروژه کارآزمایی بالینی متفاوت و مجزا می‌باشد. او عضو فدراسیون بین‌المللی مالتیپل اسکلروزیس ایتالیا (FISM & AISM) و یکی از اعضای کمیته ارزیابی پروژه‌های ارسال شده به این انجمن بوده، و همچنین عضو مراکز تحقیقات نقص ایمنی و ایمونولوژی، آسم و آلرژی دانشگاه علوم پزشکی تهران می‌باشد.

## جوایز و افتخارات
میرشفیعی جایزه علمی / پزشکی جشنواره ابن سینا را در سال‌های ۱۹۹۹، ۲۰۰۲، ۲۰۱۲ و ۲۰۱۶ میلادی (۱۳۸۷، ۱۳۸۱، ۱۳۹۱ و ۱۳۹۵)، به عنوان محقق برتر، مخترع برگزیده و استاد نمونه و پیشکسوت از آن خود کرده‌است. در سال ۲۰۰۳ میلادی (۱۳۸۲) وی به دلیل کشف M2000 به عنوان یک داروی ضدالتهابی غیر استروئیدی (NSAID) جدید، جایزه ارزشمندی را از کشور آلمان دریافت کرد. علاوه براین او در سال ۲۰۱۳ میلادی (۱۳۹۲) جایزه نفیس جشنواره پزشکی و شیمی در تهران را اخذ نمود.

## تیم تحقیقات دارویی
در تیم تحقیقات دارویی بین‌المللی میرشفیعی محققینی از کشورهای ایران، ژاپن، ایتالیا، آلمان، استرالیا و پاکستان همکاری داشته‌اند. اعضای ایرانی این تیم تحقیقات دارویی عبارتند از: نوشین راستکاری، محمد جواد فتاحی، سید شهاب الدین مرتضوی جهرمی، مونا اصلانی، سعیده امیدیان، حسین احمدی، افشین قادری، طاهره بختیاری، پروین اختیاری، زهرا آقازاده، انیس براتی، مریم روزبه کیا، سمیه آل طه، ساناز افراعی، سروناز کاشفی، فهیمه جعفرنژاد انصاری‌ها، آرزو صدوقی، سهیل نجفی، سپیده ناظری، شاهین خادم آذریان، آتوسا خلعتبری و مهسا تائب که به عنوان محقق و همکار پروژه‌های تحقیقاتی، کارآزمایی‌های بالینی و پژوهش‌های ایمونولوژی مولکولی را در ارتباط با دو داروی جدید مانورونیک اسید و گلورونیک اسید به انجام رسانده‌اند.